# کوله دی وال دالسا
کوله دی وال دالسا (به ایتالیایی: Colle di Val d'Elsa) یک کومونه در ایتالیا است که در استان سیه‌نا واقع شده‌است.

## خصوصیات
کوله دی وال دالسا ۹۲ کیلومترمربع مساحت و ۲۱٬۲۶۴ نفر جمعیت دارد و ۱۴۱ متر بالاتر از سطح دریا واقع شده‌است.

## خواهرخوانده
شهر Bir Gandus خواهرخواندهٔ کوله دی وال دالسا هست.